# Ẩm thực Bắc Mỹ

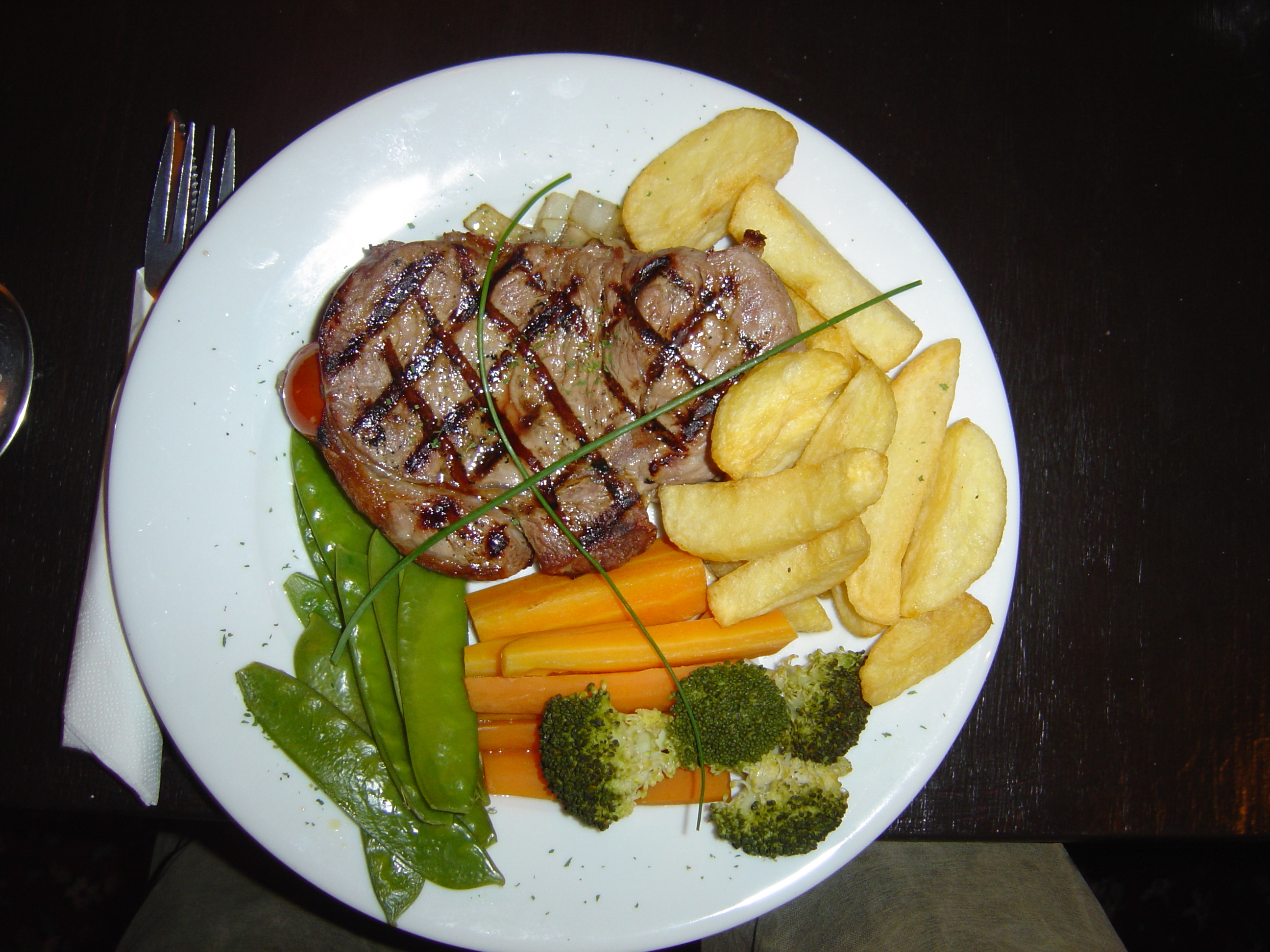
Steak

Ẩm thực Bắc Mỹ là thuật ngữ để chỉ thực phẩm bản xứ hoặc phổ biến ở các quốc gia Bắc Mỹ, như là ẩm thực Canada, ẩm thực Mỹ, ẩm thực México và ẩm thực Mỹ Latinh. Ẩm thực Bắc Mỹ cho thấy ảnh hưởng từ rất nhiều nền ẩm thực quốc tế, bao gồm ẩm thực bản xứ Mỹ, ẩm thực Do Thái, ẩm thực châu Á, và đặc biệt là ẩm thực châu Âu.

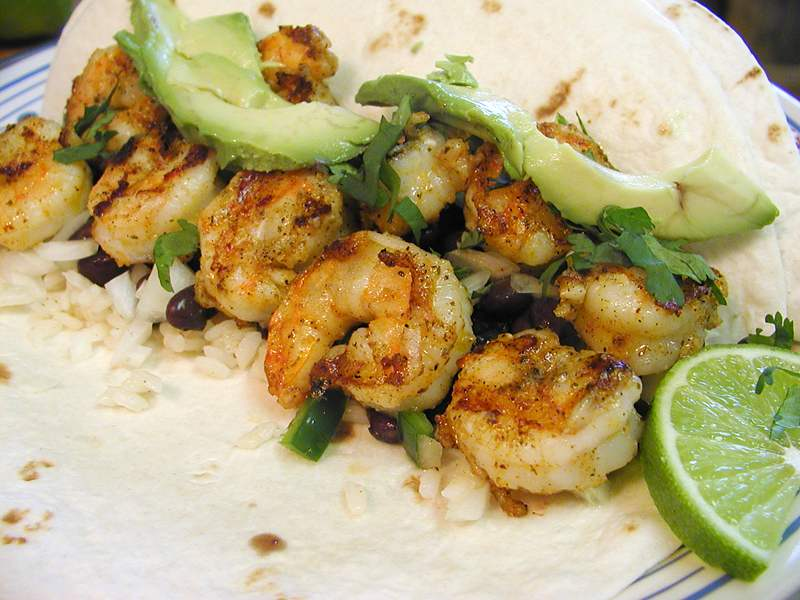
Taco tôm nướng

Là một thuật ngữ rộng, ẩm thực Bắc Mỹ bao gồm ẩm thực Mỹ Latinh và ẩm thực Caribe.

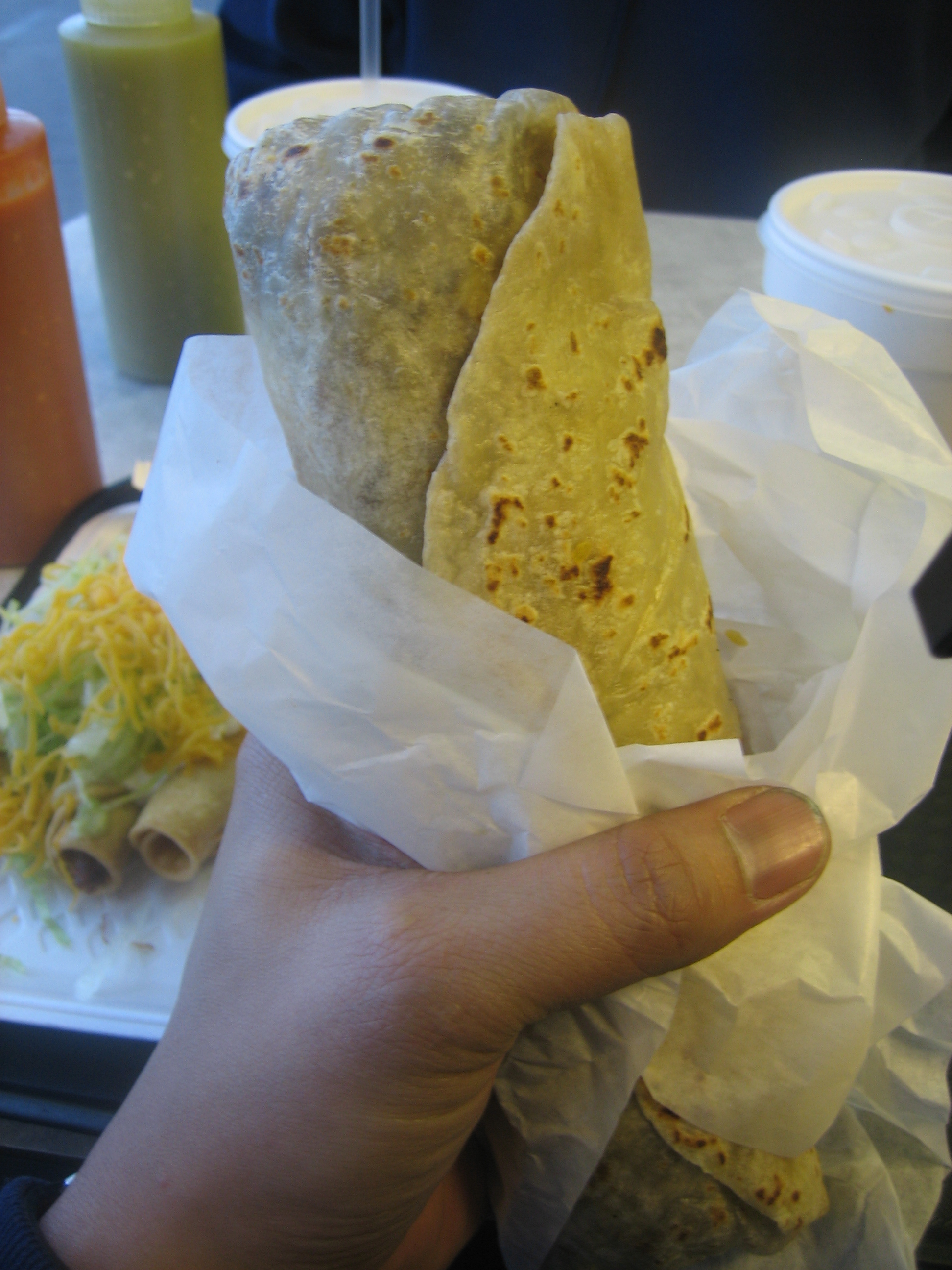
Burrito

## Các quốc gia
- Ẩm thực Mỹ
- Ẩm thực Anguilla
- Ẩm thực Bahamia
- Ẩm thực Belize
- Ẩm thực Bermuda
- Ẩm thực Canada
- Ẩm thực Costa Rica
- Ẩm thực Cuba
- Ẩm thực Greenland
- Ẩm thực Guatemala
- Ẩm thực Haiti
- Ẩm thực Honduras
- Ẩm thực Jamaica
- Ẩm thực México
- Ẩm thực Nicaragua
- Ẩm thực Panamana
- Ẩm thực Puerto Rico
- Ẩm thực Saint Lucia
- Ẩm thực Salvador
- Ẩm thực Trinidad và Tobagonia